# Jacques Lecompte-Boinet
Pour les articles homonymes, voir Lecompte.
Jacques Lecompte-Boinet (1905-1974) est un résistant et diplomate français, compagnon de la Libération.

## Biographie
Jacques Lecompte-Boinet, né le 26 avril 1905 à Évreux (Eure), est le fils d’Yvonne Cordier et de Georges Lecompte-Boinet, pilote de l’air tué le 15 avril 1916 dans un accident d’atterrissage. 
Diplômé de l'École libre des sciences politiques, Jacques Lecompte-Boinet est engagé comme fonctionnaire dans les services financiers de la préfecture de la Seine. Le 9 juin 1930, il épouse Françoise Mangin, fille du général Mangin. Il a pour beaux-frères deux futurs compagnons de la Libération, Diego Brosset et Stanislas Mangin. 
Père de quatre enfants, il n'est pas appelé sous les drapeaux lors de la mobilisation de 1939.

### Seconde Guerre mondiale
Rentré à Paris en juillet 1940, après la débâcle, il ne peut supporter l'occupation allemande. Le colonel Alfred Heurtaux, chef du réseau Hector, lui propose d'espionner les hauts fonctionnaires de la préfecture ; offre déclinée par Lecompte-Boinet, qui ignore encore la réalité de la Résistance et préférerait mener des actions armées contre l’occupant.
Début octobre 1941, il rejoint le mouvement Combat, fondé par Henri Frenay en zone sud et dirigé en zone nord par Robert Guédon. À la tête du bureau d'information, Jacques Lecompte-Boinet exploite des renseignements provenant notamment du 2e bureau de l'Armée d'armistice. Il rédige des revues de presse qui paraissent dans plusieurs journaux clandestins. 

#### Ceux de la Résistance
En février 1942, une trahison déclenche une vague d'arrestations qui aboutissent au démantèlement de l'état-major de Combat en zone nord. Lecompte-Boinet échappe de peu à une opération allemande contre les locaux parisiens du service d'information. Au printemps, ne parvenant pas à rétablir la liaison avec Henri Frenay en zone sud, il crée un mouvement autonome avec l’aide d’Henry Ingrand et de Pierre Arrighi : l'Organisation nationale de la Résistance. 
Fin juin 1942, Jacques Lecompte-Boinet échappe miraculeusement à une deuxième souricière de la Geheime Feldpolizei, au cours de laquelle Henry Ingrand est capturé. 
Assisté de Pierre Arrighi et de Jean de Vogüé, il organise un large réseau de renseignement (Manipule). Le mouvement prend le nom de Ceux de la Résistance (CDLR). Se déplaçant beaucoup, il veille personnellement à la formation de groupes d'action militaire, notamment en Champagne, en Bourgogne et en Normandie. Début 1943, Ceux de la Résistance absorbent le mouvement lorrain Défense de la Patrie. 
Le 27 mai 1943, Jacques Lecompte-Boinet participe à la réunion fondatrice du Conseil national de la Résistance, rue du Four à Paris, sous la présidence de Jean Moulin. 
Son réseau coordonne jusqu'à la Libération des actions de sabotage contre les voies ferrées et navigables de l'est de la France – perturbant avec succès la logistique de l'ennemi. Ceux de la Libération assurent aussi la réception de nombreux parachutages. 

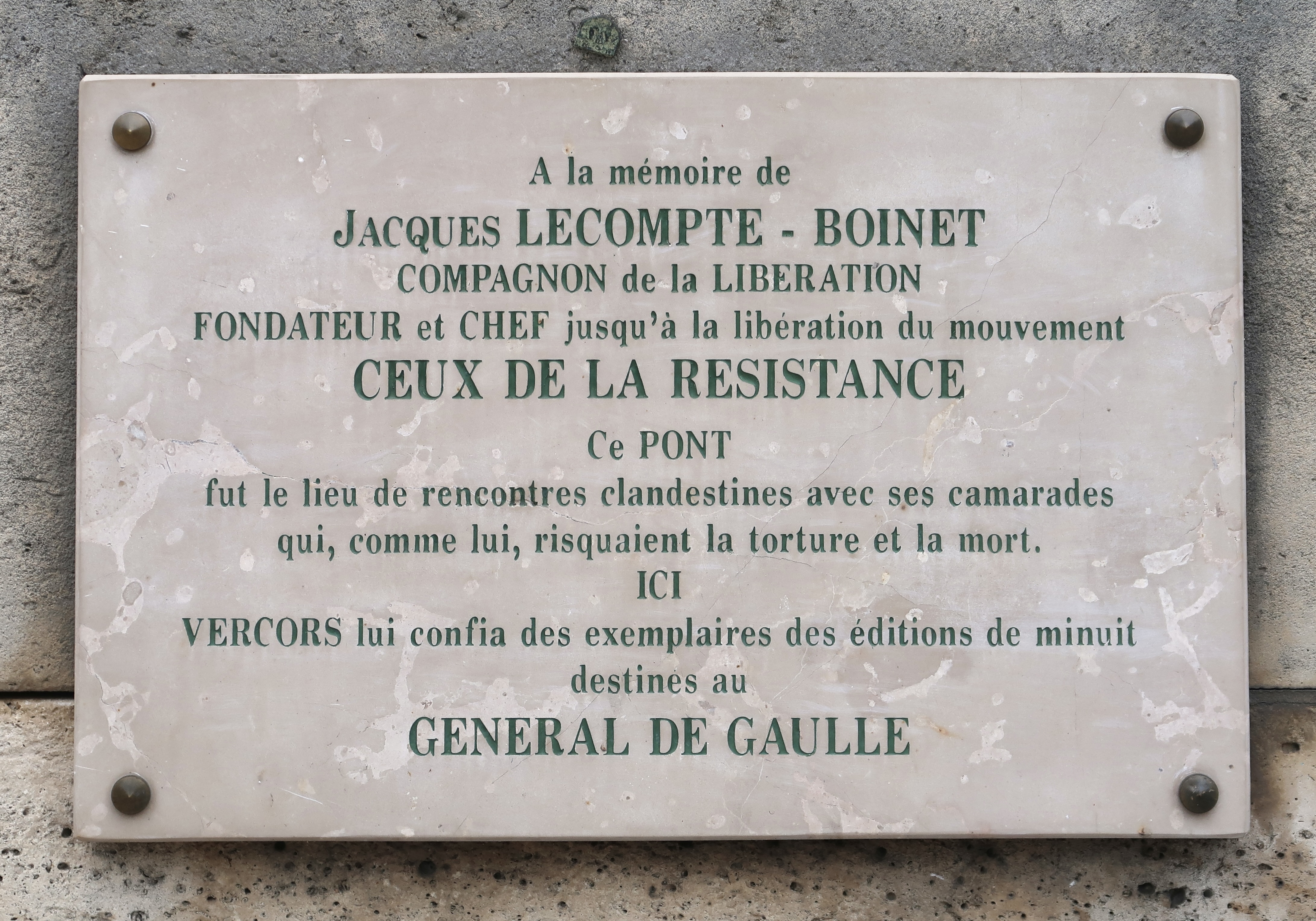
Plaque commémorative à l'entrée du pont des Arts, inaugurée en 1992.

Jacques Lecompte-Boinet (Mathieu) organise en outre la diffusion des ouvrages des Éditions de minuit. Il rencontre régulièrement Vercors – ils ont rendez-vous sur le pont des Arts, en face de l’Institut –, qui lui remet un exemplaire du Silence de la Mer destiné au général de Gaulle. 
Vivant dans la clandestinité, traqué par la Gestapo, Mathieu échappe à un troisième guet-apens allemand et s’envole pour Londres en septembre 1943. Il part ensuite pour Alger, où il prête allégeance à Charles de Gaulle et au Comité français de libération nationale au nom de son organisation. 
À sa demande, Jacques Lecompte-Boinet est parachuté en France début février 1944. Il retrouve son poste à la tête de Ceux de la Résistance, dont l’existence est menacée depuis l’automne 1943 par une nouvelle série d’arrestations.
Quand vient l’heure de la Libération, son réseau fournit plusieurs milliers d'hommes aux Forces françaises de l'Intérieur (FFI). Le 18 août, à la veille de la Libération de Paris, il s'empare du ministère des Travaux publics dont il devient le secrétaire général par intérim, jusqu'à la nomination de René Mayer début septembre. 

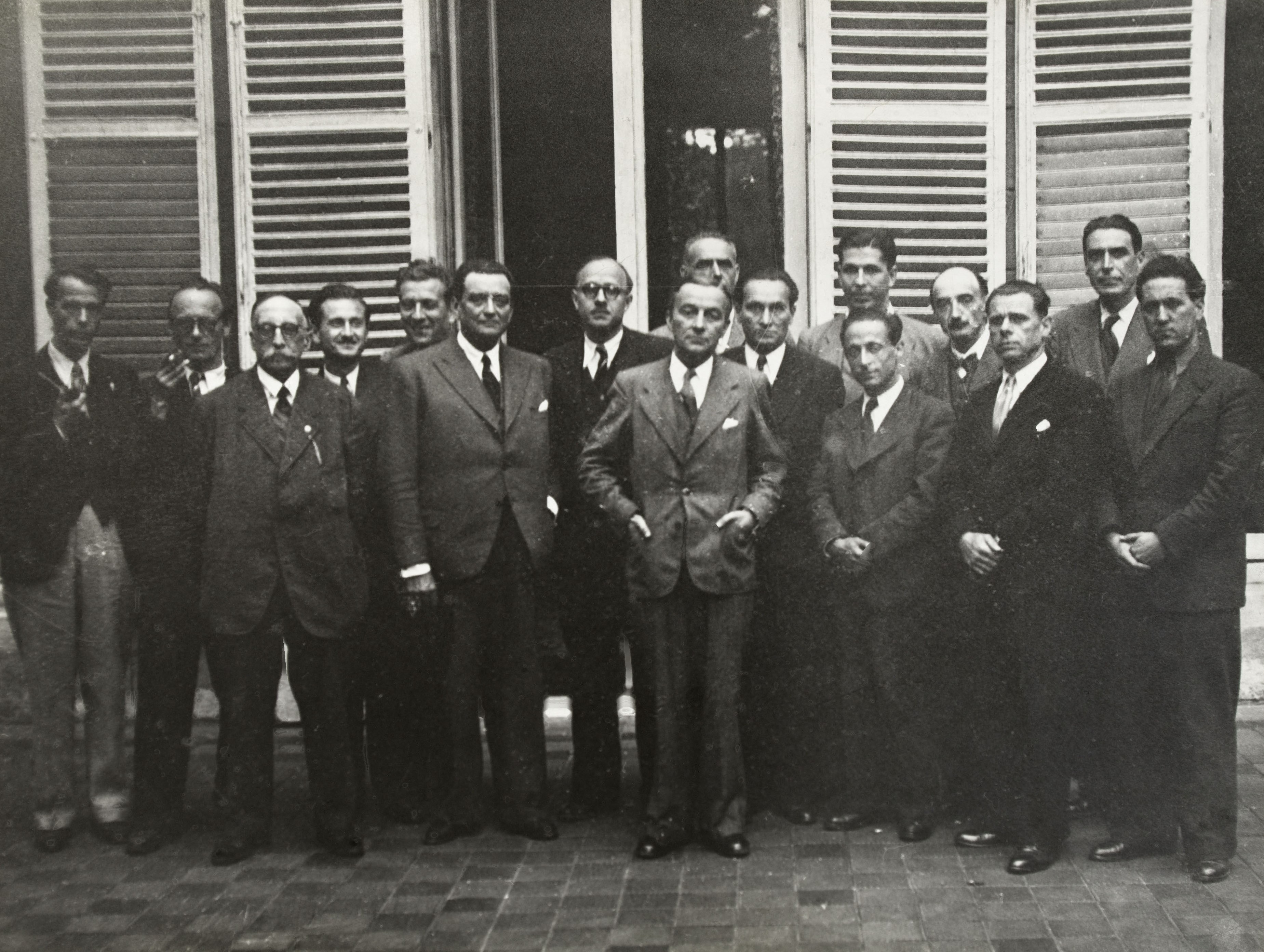
Les membres du CNR rassemblés à Paris en septembre 1944. Au centre se tient Georges Bidault (les mains dans les poches) et derrière lui Jacques Lecompte-Boinet (avec les lunettes et la moustache).

Jacques Lecompte-Boinet devient délégué de l'Assemblée consultative provisoire, installée au palais du Luxembourg, ainsi que vice-président de la commission nationale pour le rééquipement. Le 20 juillet 1945, il est tiré au sort comme juré au procès du maréchal Pétain.

### Carrière de diplomate
Il est nommé ambassadeur en Colombie, (1946-1950), puis en Finlande (1951-1955). Comme représentant permanent de la France auprès du Conseil de l'Europe (1955-1961), il prend part aux négociations du traité de Rome. Ambassadeur en Norvège (1961-1965), il termine sa carrière en mission à l'administration centrale du ministère des Affaires étrangères. 
Jacques Lecompte-Boinet meurt le 27 novembre 1974 à Sèvres (Hauts-de-Seine), à soixante-neuf ans. Ses obsèques sont célébrées en l’église Saint-Louis-des-Invalides et son corps est inhumé au cimetière du Père Lachaise. Michel Debré publie un hommage dans le journal Le Monde.

## Décorations
- Commandeur de la Légion d'honneur
- Compagnon de la Libération par décret du 18 janvier 1946[3]
- Médaille de la Résistance française avec rosette par décret du 31 mars 1947[13]
- Croix du combattant volontaire de la Résistance